# Christoph von der Schulenburg (Landrat)
Christoph Daniel von der Schulenburg (geb. 24. Januar 1712; gest. 10. September 1775 in Wrietzen) war ein preußischer Hauptmann und Landrat.

## Leben und Herkunft

Stammwappen derer von der Schulenburg

Christoph Daniel von der Schulenburg war Angehöriger des Adelsgeschlechts Schulenburg. Er war der Sohn von Heinrich Hartwig von der Schulenburg (1677–1734), Erbherr auf Angern und sardinischer Obrist, und dessen Ehefrau Katharina Sophie (1688–1742), geb. von Tresckow. Ein älterer Bruder war der sardinische Generalmajor Heinrich Hartwig von der Schulenburg (1705–1754). Christoph Daniel trat zunächst in das preußische Heer ein, wo er 1734 zum Leutnant und später im Dragoner-Regiment von Wulffen zum Hauptmann ernannt wurde. Nachdem er von seinem Militärdienst verabschiedet worden war, wurde er im Mai 1754 von den Ständen zum neuen Landrat des Landkreises Oberbarnim gewählt. Er trat damit die Nachfolge des verstorbenen Albrecht Siegmund Friedrich von Barfus an. Gegen Ende des Jahres 1769 bat er aufgrund gesundheitlicher Probleme um seinen Abschied. Amtsnachfolger wurde schließlich im Februar 1771 Carl Christoph August von Pfuel.

## Persönliches
Christoph Daniel von der Schulenburg war seit 1769 mit Friederike Louise († 1775), geb. von Hennings zu Altlandsberg verheiratet. Ein Sohn aus dieser Ehe war der preußische Major Friedrich Wilhelm Daniel von der Schulenburg (1758–1829).